# Jacob Maris

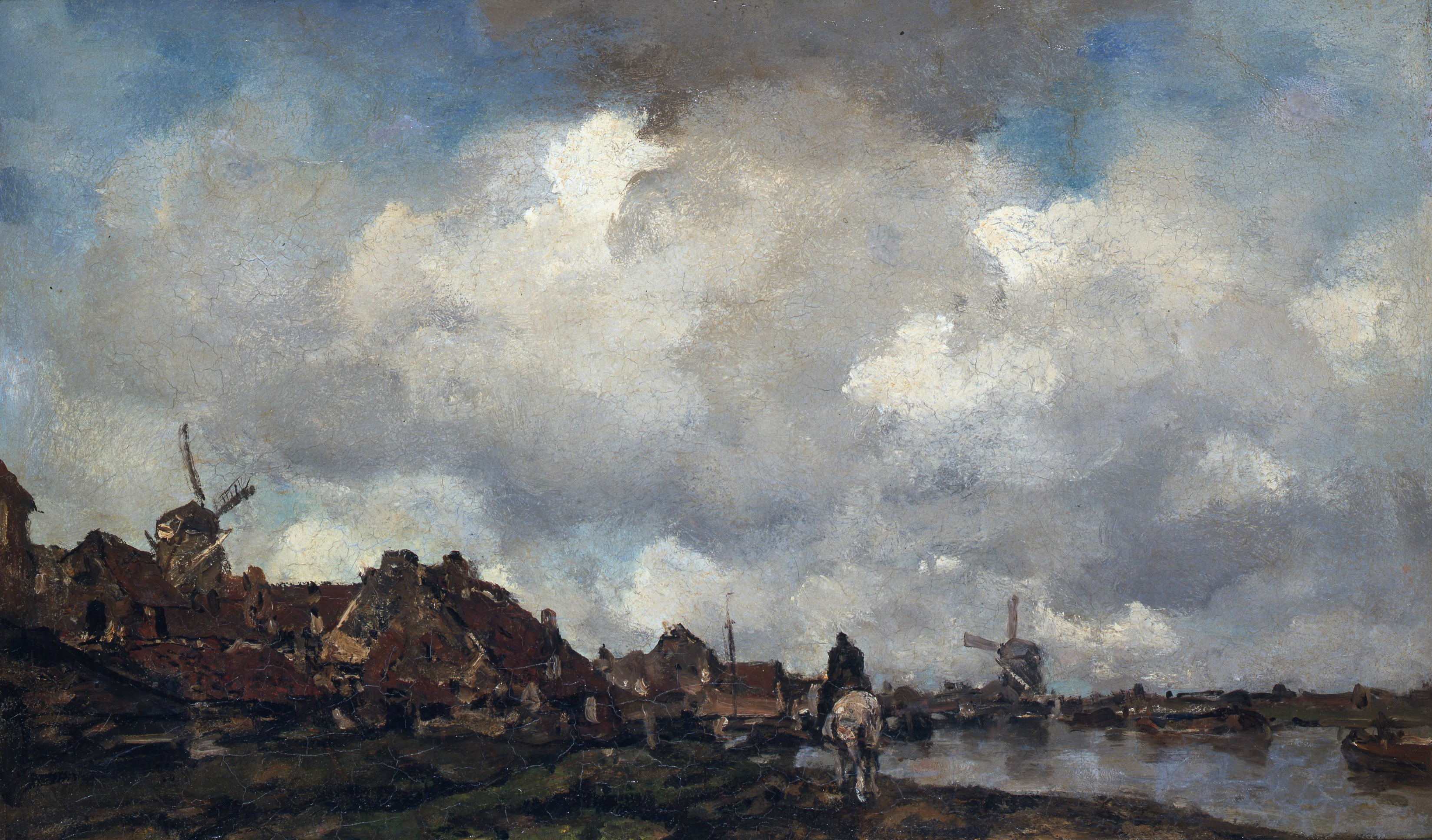
Jacob Maris: Dorpsgezicht bij Schiedam (Dorf nahe Schiedam)

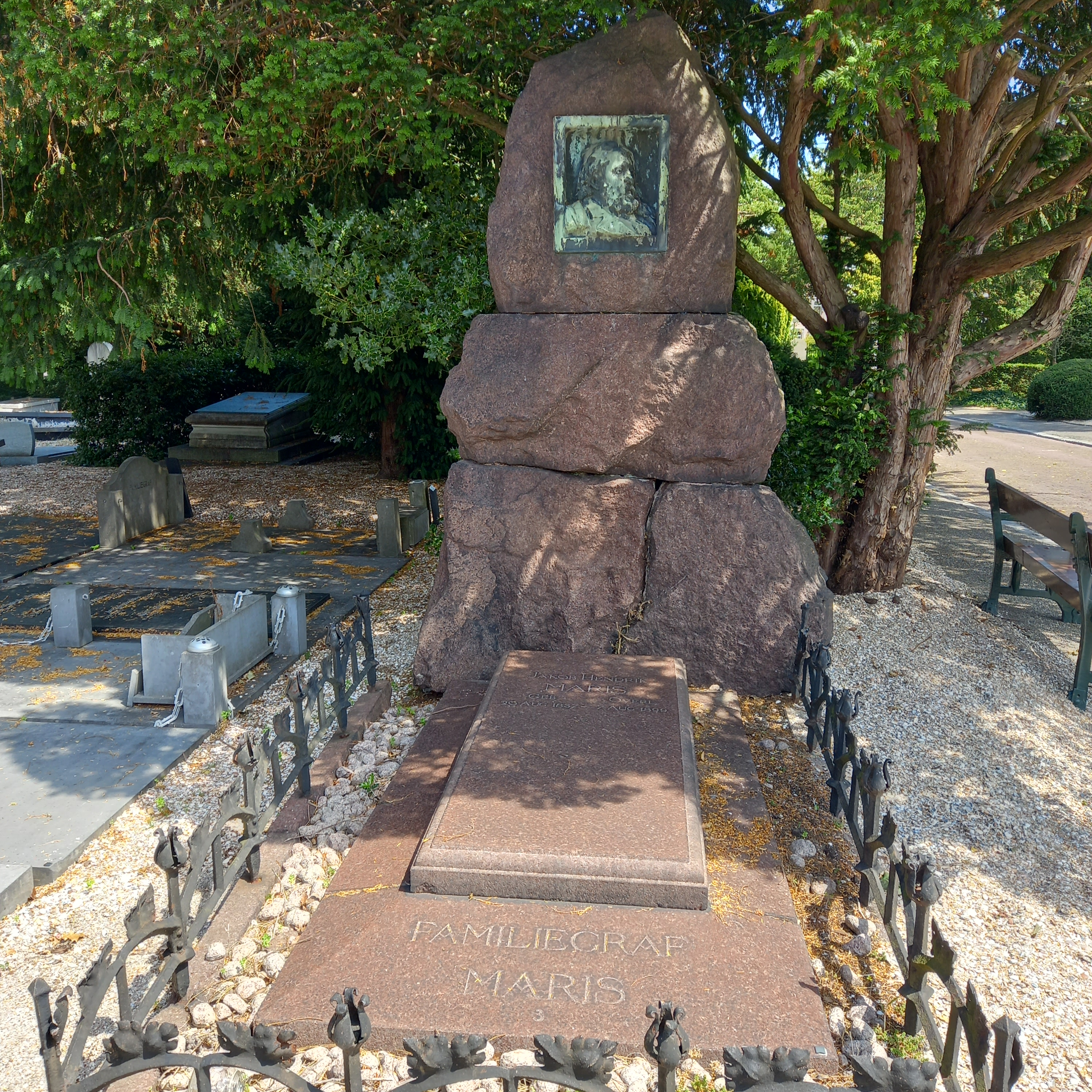
Das Grab von Jacob Maris auf dem Algemene Begraafplaats Kerkhoflaan in Den Haag

Jacob Hendricus Maris (* 25. August 1837 in Den Haag; † 7. August 1899 in Karlsbad) war ein niederländischer Kunstmaler des Impressionismus der Haager Schule. Daneben war er auch Radierer und Lithograf.

## Familie und Leben
Jacob war der älteste von drei Brüdern, die anderen Geschwister waren Matthijs Maris und Willem Maris. Sie hatten noch eine ältere Schwester, Henriette. Der Großvater Wenzel Maresch stammte aus Prag, heiratete Anfang des 19. Jahrhunderts die Amsterdamerin Metge Smit und ließ sich mit ihr in Den Haag nieder. 1809 wurde Sohn Mattheus geboren und unter dem Familiennamen Marris eingetragen. Später nannte sich die Familie Maris. Mattheus heiratete Hendrika Bloemert, und da er Druckermeister war, kamen die Kinder früh mit Kunstdrucken der alten Meister in Berührung, die sie bewunderten und nachzuahmen versuchten. So wurde ihr Talent früh entdeckt. Jacob war der Erfolgreichste der drei Brüder, gleichwohl Matthijs als der Begabteste gilt.
Jacob besuchte zunächst die Koninklijke Academie van Beeldende Kunsten (Königliche Akademie der Bildenden Künste) in Den Haag, wo er von J.A.B. Stroebel unterrichtet wurde. Ab 1855 besuchte er die Antwerpsche schilderschool (heute: Koninklijke Academie voor Schone Kunsten van Antwerpen), wo er Schüler von Nicaise de Keyser war und anschließend bei Hubert Van Hove in die Lehre ging.
Maris malte ganz im Stil und in der Tradition der von ihm so bewunderten Künstler des 17. Jahrhunderts. Anfänglich widmete er sich vor allem der Darstellung von Figuren, begann aber nach 1872 mit der Landschaftsmalerei in den typischen Farben der von Jozef Israëls um 1870 in Den Haag gegründeten Haager Schule, der er sich zusammen mit seinen Brüdern anschloss. Charakteristisch für die Haager Schule sind insbesondere Werke, die Ähnlichkeiten zur Schule von Barbizon aufweisen. Maris entwickelte dort sein typisches Kolorit, das durch neblig-graue und braune Farben gekennzeichnet ist. Er hatte großen Einfluss auf seine Zeitgenossen unter den niederländischen Malern. Er ließ sich in der Den Haager Künstlerkolonie Landgut Oosterbeek nieder (das als niederländisches Barbizon gilt), wo er mit Anton Mauve, Gerard und Johannes Bilders zusammenarbeitete. Abgesehen von einer Rheinreise mit seinem Bruder Matthijs und einem Parisaufenthalt von 1865 bis 1871 wirkte Jacob Maris in Den Haag.
Maris starb unerwartet im Alter von 61 Jahren während einer Kur in Karlsbad.

## Museale Rezeption
Die umfassendsten Kollektionen von Jacob Maris’ Werk befinden sich in folgenden Museen:
- Museum Boijmans Van Beuningen in Rotterdam
- Dordrechts Museum in Dordrecht
- National Gallery in London
- Teylers Museum in Haarlem

Weitere seiner Werke  befinden sich unter anderem in folgenden Museen:
- Fine Arts Museum in San Francisco
- Eremitage in St. Petersburg
- Museum of Fine Arts in Boston
- National Gallery of Art  in Washington, D.C.
- Frick Collection in New York City
- Philadelphia Museum of Art in Philadelphia
- Rijksmuseum in Amsterdam
- Museum Jan Cunen in Oss (Niederlande)